# كينغاروي
كينغاروي هي بلدة، في أستراليا، تقع في كوينزلاند، هي عاصمة South Burnett Region ‏، بلغ عدد سكانها 10,020  نسمة وذلك حسب إحصائيات سنة 2016، رمزها البريدي هو 4610.

## المناخ
يظهر الجدول التالي التغييرات المناخية على مدار السنة لكينغاروي:
| البيانات المناخية لـكينغاروي      | البيانات المناخية لـكينغاروي | البيانات المناخية لـكينغاروي | البيانات المناخية لـكينغاروي | البيانات المناخية لـكينغاروي | البيانات المناخية لـكينغاروي | البيانات المناخية لـكينغاروي | البيانات المناخية لـكينغاروي | البيانات المناخية لـكينغاروي | البيانات المناخية لـكينغاروي | البيانات المناخية لـكينغاروي | البيانات المناخية لـكينغاروي | البيانات المناخية لـكينغاروي | البيانات المناخية لـكينغاروي |
| الشهر                             | يناير                        | فبراير                       | مارس                         | أبريل                        | مايو                         | يونيو                        | يوليو                        | أغسطس                        | سبتمبر                       | أكتوبر                       | نوفمبر                       | ديسمبر                       | المعدل السنوي                |
| --------------------------------- | ---------------------------- | ---------------------------- | ---------------------------- | ---------------------------- | ---------------------------- | ---------------------------- | ---------------------------- | ---------------------------- | ---------------------------- | ---------------------------- | ---------------------------- | ---------------------------- | ---------------------------- |
| الدرجة القصوى °م (°ف)             | 41.0 (105.8)                 | 41.6 (106.9)                 | 37.4 (99.3)                  | 35.0 (95.0)                  | 31.8 (89.2)                  | 28.4 (83.1)                  | 27.4 (81.3)                  | 33.3 (91.9)                  | 36.7 (98.1)                  | 39.0 (102.2)                 | 38.9 (102.0)                 | 40.8 (105.4)                 | 41.0 (105.8)                 |
| متوسط درجة الحرارة الكبرى °م (°ف) | 29.6 (85.3)                  | 28.9 (84.0)                  | 27.7 (81.9)                  | 25.2 (77.4)                  | 21.7 (71.1)                  | 19.0 (66.2)                  | 18.5 (65.3)                  | 20.2 (68.4)                  | 23.4 (74.1)                  | 26.0 (78.8)                  | 28.1 (82.6)                  | 29.5 (85.1)                  | 24.8 (76.6)                  |
| متوسط درجة الحرارة الصغرى °م (°ف) | 17.7 (63.9)                  | 17.5 (63.5)                  | 15.7 (60.3)                  | 12.2 (54.0)                  | 9.0 (48.2)                   | 5.5 (41.9)                   | 4.1 (39.4)                   | 5.0 (41.0)                   | 8.1 (46.6)                   | 11.8 (53.2)                  | 14.7 (58.5)                  | 16.7 (62.1)                  | 11.5 (52.7)                  |
| أدنى درجة حرارة °م (°ف)           | 8.8 (47.8)                   | 6.7 (44.1)                   | 4.4 (39.9)                   | −0.6 (30.9)                  | −3.9 (25.0)                  | −5.3 (22.5)                  | −6.7 (19.9)                  | −6.0 (21.2)                  | −2.2 (28.0)                  | −1.1 (30.0)                  | 2.4 (36.3)                   | 6.5 (43.7)                   | −6.7 (19.9)                  |
| معدل هطول الأمطار مم (إنش)        | 114.4 (4.50)                 | 96.0 (3.78)                  | 77.6 (3.06)                  | 46.7 (1.84)                  | 41.3 (1.63)                  | 42.6 (1.68)                  | 40.8 (1.61)                  | 28.6 (1.13)                  | 37.7 (1.48)                  | 64.3 (2.53)                  | 78.3 (3.08)                  | 110.8 (4.36)                 | 779.1 (30.68)                |
| متوسط الأيام الممطرة (≥ 0.2mm)    | 9.7                          | 9.2                          | 8.6                          | 5.9                          | 5.8                          | 5.4                          | 5.3                          | 4.4                          | 4.7                          | 6.8                          | 7.6                          | 9.1                          | 82.5                         |
| المصدر: Bureau of Meteorology     |                              |                              |                              |                              |                              |                              |                              |                              |                              |                              |                              |                              |                              |

## أعلام
- ماثيو هايدن
- بيل فيلدمان
- كولن بيترسن